# György Bakcsi

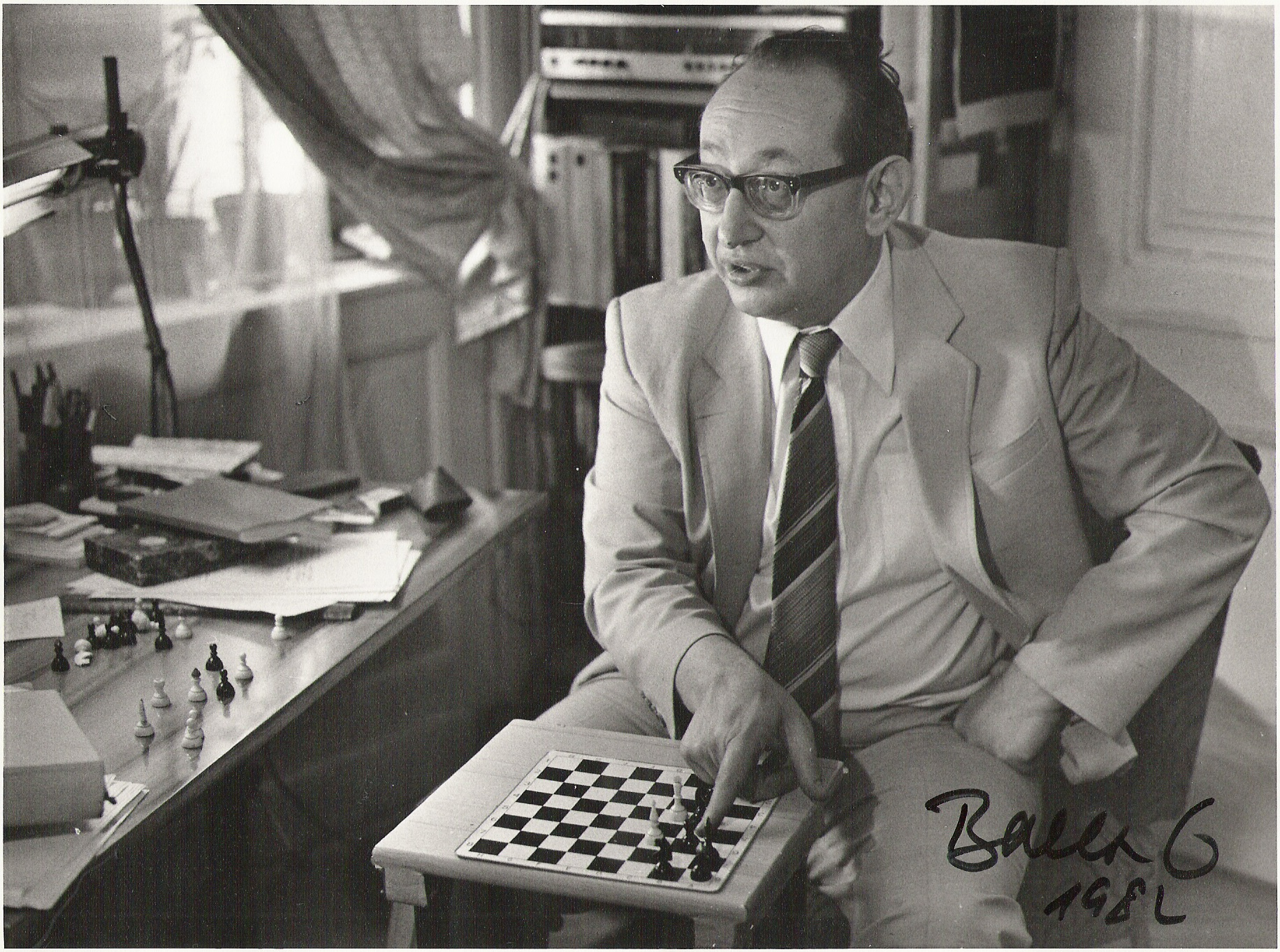
György Bakcsi 1982

György Bakcsi, eigentlich György Bartók, (* 6. April 1933 in Budapest; † 11. Oktober 2019) war ein ungarischer Schachkomponist.

## Schachkomposition
Seit 1948 publizierte György Bakcsi über 1200 Schachaufgaben, vor allem zwei- und dreizügige Selbstmatts. 800 erhielten Auszeichnungen, darunter 125 einen ersten Preis. Er war achtzehnfacher Meister Ungarns, hauptsächlich in der Komposition von Zweizügern und von Dreizügern. Bakcsi war ein Vertreter der Strategischen Schule und bevorzugte scharfsinnige, paradoxe Ideen.
1956 wurde Bakcsi zum Internationalen Schiedsrichter für Schachkomposition ernannt. 1980 wurde ihm der Titel Großmeister für Schachkompositionen verliehen.
|   | a | b | c | d | e | f | g | h |   |
| 8 |   |   |   |   |   |   |   |   | 8 |
| 7 |   |   |   |   |   |   |   |   | 7 |
| 6 |   |   |   |   |   |   |   |   | 6 |
| 5 |   |   |   |   |   |   |   |   | 5 |
| 4 |   |   |   |   |   |   |   |   | 4 |
| 3 |   |   |   |   |   |   |   |   | 3 |
| 2 |   |   |   |   |   |   |   |   | 2 |
| 1 |   |   |   |   |   |   |   |   | 1 |
|   | a | b | c | d | e | f | g | h |   |

Lösung:

a) 1. Lc8–a6 (droht 2. Dg3–d3 und 2. Dg3–f4 matt)

1. … Tc1–c4 2. Le7–c5 matt 1. … La2–c4 2. Sd7–c5 matt

b) 1. Lc8–a6 (droht 2. Dg3–d3 und 2. Dg3–e5 matt)

1. … Tc1–c4 2. Sd7–c5 matt 1. … La2–c4 2. Le7–c5 matt

Reziproker Mattwechsel mit freien Feldern um den schwarzen König in beiden Fällen.

## Redakteur
Bakcsi war Journalist. Von 1976 bis 1985 war er Redakteur der Rubrik für Schachaufgaben in Sakkélet. Er verfasste einige ungarische Bücher zur Schachkomposition.

## Werke
- György Bakcsi (Hrsg.): Ungarische Schachproblemanthologie. Corvina Kiadó, Budapest 1983, ISBN 963-13-1432-4.
- György Bakcsi (Hrsg.): Ungarische Schachprobleme mit wenigen Steinen. Verlag Harri Deutsch, Thun / Frankfurt/M. 1985, ISBN 3-87144-798-6.